# Yoelbi Quesada
Yoelbi Quesada (* 4. srpna 1973 Sancti Spíritus) je bývalý kubánský atlet, jehož specializací byl trojskok.

## Sportovní kariéra
V roce 1995 získal stříbrnou medaili v trojskoku na světovém halovém šampionátu v Barceloně. Na olympiádě v Atlantě v roce 1996 skončil mezi trojskokany třetí. Mistrem světa v této disciplíně se stal o rok později na světovém šampionátu v Athénách. Poslední medaili – tentokrát bronzovou – na světových soutěžích vybojoval v roce 2003 na halovém mistrovství světa v Birminghamu. Jeho osobní rekord v trojskoku 17,85 metru pochází z roku 1997.